# Nickeltyrrellite
La nickeltyrrellite (simbolo IMA:  Nty) è un minerale molto raro del supergruppo dello spinello e in particolare dei seleniospinelli, nella cui famiglia occupa un posto nel sottogruppo della bornhardtite; appartiene alla classe minerale dei "solfuri e solfosali" e possiede la composizione chimica CuNi2Se4.

## Etimologia e storia
Il nome del minerale deriva dal fatto che la nickeltyrrellite è l'analogo del nichel della tyrrellite, che a sua volta è stata intitolata al geologo Joseph Tyrrell.

## Classificazione
La nickeltyrrellite è un minerale approvato dall'Associazione Mineralogica Internazionale (IMA) nel 2018, quindi compare nelle classificazioni dei minerali di epoca posteriore a quella data. Non è infatti elencata nella nona edizione della sistematica dei minerali di Strunz, aggiornata dall'IMA fino al 2009,, ma è presente nell'edizione successiva, proseguita dal database "mindat.org" e chiamata Classificazione Strunz-mindat dove è elencata nella classe "2. Solfuri e solfosali (solfuri, seleniuri, tellururi; arseniuri, antimoniuri, bismuturi; solfoarseniuri, solfoantimonuri, solfobismuturi, ecc.)" e nella sottoclasse "2.D Solfuri metallici, M:S = 3:4 e 2:3"; questa viene ulteriormente suddivisa in base al rapporto presente nel minerale tra metallo (M) e zolfo (S), in modo da trovare la nickeltyrrellite nella sezione "2.DA M:S = 3:4" dove forma il sistema nº 2.DA.05 insieme a shiranuiite, fletcherite, florensovite, siegenite, cadmoindite, kalininite, violarite, linnaeite, carrollite, cuproiridsite, cuprorhodsite, berndlehmannite, polidimite, trüstedtite, daubréelite, cuprokalininite, greigite, joegoldsteinite, bornhardtite, tyrrellite, indite, xingzhongite e malanite.

## Abito cristallino
La nickeltyrrellite cristallizza nel sistema cubico nel gruppo spaziale Fd3m (gruppo nº 227) con la costante di reticolo a = 9,99 Å, oltre ad avere 8 unità di formula per cella unitaria.

## Origine e giacitura
La nickeltyrrellite è stata trovata come riempimento di fratture in kruťaite-penroseite mediante fluidi ossidanti a bassa temperatura contenenti rame-nichel-cobalto-piombo che vanno ad alterare gli aggregati di quijarroite-hansblockite-watkinsonite-clausthalite-penroseite presenti. Oltre a penroseite, la si trova associata a cerromojonite, klockmannite, clausthalite e penroseite.
La nickeltyrrellite è un minerale molto raro ed è stata trovata nella sua località tipo, la miniera "El Dragón" (19.82083°S 65.91667°W) a Porco, nella provincia di Antonio Quijarro (Bolivia) e nella miniera "Bukau" a Rožná nel distretto di Žďár nad Sázavou (Repubblica Ceca).

## Forma in cui si presenta in natura
La nickeltyrrellite si presenta in grani anedrali o subedrali con dimensioni fino a 20 μm. La lucentezza è metallica sulla superficie e il colore può essere nero oppure dal color crema al rosa pallido. Il colore del suo striscio è però sempre nero.